# Calvin Johnson
Calvin Johnson (* 1. listopadu 1962, Olympia, Washington, USA) je americký zpěvák, kytarista, skladatel a hudební producent, narozen v Olympii ve státě Washington. Jde o zakladatele skupin Beat Happening, Cool Rays, The Go Team, Dub Narcotic Sound System a The Halo Benders a spoluzakladatel a majitel labelu K Records, pod kterým skupiny hrajou. Hraje důležitou roli v propagaci nezávislé undergroundové americké hudby, je představitelem lo-fi hnutí a nebo taky indie-rocku. Pro zajímavost, byl přítelem Kurta Cobaina a hráli spolu píseň D-7 od The Wipers na rádiu KAOS.